# Laitojärvi
Laitojärvi är en sjö i Finland. Den ligger i kommunen Taivalkoski i landskapet Norra Österbotten, i den nordöstra delen av landet, 600 km norr om huvudstaden Helsingfors. Laitojärvi ligger 237,8 meter över havet. Den är 2,9 meter djup. Arean är 1,06 kvadratkilometer och strandlinjen är 6,43 kilometer lång. Sjön  ingår i Ijo älvs huvudavrinningsområde. 